# Przemsza
Przemsza (niem. Przemsa; Premse) – rzeka w województwie śląskim i małopolskim w Polsce, lewy dopływ górnej Wisły. Płynie przez Wyżynę Śląską i Kotlinę Oświęcimską. 
Powstaje – według tradycyjnej terminologii – z połączenia Czarnej Przemszy i Białej Przemszy. Długość rzeki w tradycyjnej klasyfikacji wynosi 23,8 km – a według nowej, czyli od źródeł Czarnej Przemszy, wynosi 88 km, uchodzi do Wisły w Oświęcimiu. Powierzchnia dorzecza wynosi 2 121 km².
Przemsza w swym początkowym biegu, w dzielnicy Sosnowca o nazwie Jęzor (do 1953 roku należącej do Jaworzna), a następnie biegnąc w kierunku Chełmka jako granica między Mysłowicami i Jaworznem: stanowi kontynuację granicy między Małopolską, a wschodnimi terenami Górnego Śląska. Wcześniej granica ta przebiega wzdłuż Brynicy i w końcówce Czarnej Przemszy na terenie Sosnowca, gdy już do tej ostatniej wpadła Brynica. Historycznie była to też granica między trzema państwami, Austrią, Rosją oraz Prusami, zwana Trójkątem Trzech Cesarzy, który stanowiły leżące w obecnych granicach Sosnowca (dawniej Jaworzna) tereny znajdujące się w widłach łączących się rzek, Czarnej i Białej Przemszy. W latach 1815–1846 rzeka (od zbiegu Białej i Czarnej Przemszy) stanowiła granicę pomiędzy Wolnym Miastem Kraków a Królestwem Prus.
W dwudziestoleciu międzywojennym Przemsza na odcinku 23,4 km od ujścia jej do Wisły stanowiła część północno-wschodniej granicy autonomicznego województwa śląskiego z województwem krakowskim. Była w tym czasie już na całym tym odcinku uregulowana i przedstawiała sobą jedyny żeglowny ciek wodny ze wszystkich rzek ówczesnego województwa śląskiego. Żegluga na niej rozwijała się po 1918 r. jako tania droga wodna do transportu węgla z kopalń górnośląskich.
Rzeka przepływa w granicach administracyjnych przez Sosnowiec, Mysłowice, Jaworzno, Chełmek, Imielin, Bieruń i Oświęcim.
W miejscu ujścia Przemszy na Wiśle rozpoczyna się żeglowna część Drogi Wodnej Górnej Wisły.